# REM (EP)
REM je prvi EP slovenske pop pevke Raiven. Izšel je 17. februarja 2019 v samozaložbi.
EP je naslednik prvenca  »Magenta«. Raiven je prvo skladbo iz albuma REM predstavila na izboru EMA 2019, in sicer pesem »KAOS«. Z njo je osvojila drugo mesto v superfinalu. EP je izšel naslednji dan. Po izidu je izdala še dva singla z EP-ja, in sicer »Širni ocean« 4. aprila 2019 in »Kralj Babilona« 24. oktobra 2019, katerima je dodala tudi vizualno podobo. Prvega je predstavila v sklopu Ljubljana Fashion Week 2019, drugega pa kot zapis koncertnega utripa na ljubljanskem gradu, kjer je nastopila v sklopu Grajska muzika. Na EP je poleg omenjenih uvrstila še skladbi »13« in »Ledenik«. Skladbe z albuma je predstavila na predstavitvenem koncertu v SiTi Teatru 21. marca 2019. 
Na portalu SIGIC so ob izidu EP-ja zapisali: »Raiven rapidno zaziba svojo kreativnost, zlasti vokal. Toliko vsega se zgodi na »mali« plošči, ki je očitno ustrezen izbor, saj nima mašil in ni niti najmanj zvočno skromna. Vse za to, da bi žive slike v odtujenem spancu doživel tudi poslušalec. Kdor se ne boji močnih basov, preskokov in elektropop šokov, bo te slike tudi videl oziroma bo Kaos podoživel kar epileptično.« Na spletni strani beehy.com so EP označili kot  »globok potop v moderno elektro pop produkcijo z močnim vokalom«. Na portalu 24ur.com so predstavitev skladb opisali z besedami: »Raiven dokazuje, da je samosvoja umetnica na domači sceni, ki se ponaša z unikatno prepoznavnim glasom in z za vsak nastop unikatnih videzom, s čimer zagotovo prispeva k barvitosti in pestrosti glasbenega prostora.« »REM« so uvrstili na seznam najboljših albumov/EP-jev leta 2019. 

## Seznam pesmi
| Št. | Naslov           | Besedilo                 | Glasba                                                         | Produkcija                   | Dolžina |
| --- | ---------------- | ------------------------ | -------------------------------------------------------------- | ---------------------------- | ------- |
| 1.  | „Širni ocean‟    | Raiven, July Jones       | Raiven, July Jones, Peter Khoo                                 | Peter Khoo, Raiven           | 3:57    |
| 2.  | „Kralj Babilona‟ | Raiven, July Jones       | Raiven, July Jones, Peter Khoo, Luka Beljan, Žan Beljan        | Peter Khoo, Raiven           | 4:03    |
| 3.  | „13‟             | Raiven, Alba             | Raiven, July Jones, Peter Khoo, Lauren Miles, Filippo Barbieri | Peter Khoo, Raiven           | 3:06    |
| 4.  | „Ledenik‟        | Raiven, July Jones       | Raiven, July Jones, Peter Khoo, Lazy Joe                       | Peter Khoo, Lazy Joe, Raiven | 3:41    |
| 5.  | „KAOS‟           | Raiven, July Jones, Alba | Raiven, July Jones, Peter Khoo, Lazy Joe                       | Peter Khoo, Lazy Joe, Raiven | 2:48    |

1. ↑  »Raiven na Ljubljanskem gradu posnela videospot«. Pridobljeno 11. aprila 2020.
2. ↑  Tušek, Boštjan. »Raiven: Pomirjena, ker si drzne biti drugačna«. 24ur.com. Pridobljeno 11. aprila 2020.
3. ↑  Lorenčič, Jaša (6. april 2019). »Kdo se boji tem(ač)nih sanj«. SIGIC. Pridobljeno 11. aprila 2020.
4. ↑  Kajzer, Andraž. »Slovenia: RAIVEN - "REM"«. beehy.com. Pridobljeno 11. aprila 2020.
5. ↑  Tušek, Boštjan. »Kakšno je bilo glasbeno leto 2019?«. 24ur.com. Pridobljeno 11. aprila 2020.